# 同態濾波
同態濾波是一種廣泛用於信號和圖像處理的技術，將原本的信號經由非線性映射，轉換到可以使用線性濾波器的不同域，做完運算後再映射回原始域。同態的性質就是保持相關的屬性不變，而同態濾波的好處是將原本複雜的運算轉為效能相同但相對簡單的運算。這個概念在1960年代由Thomas Stockham，Alan V. Oppenheim和Ronald W. Schafer在麻省理工學院提出。

## 技術比較
同態濾波利用對數變換將卷積操作轉換為加法操作。例如，對於信號{\displaystyle x[n]*h[n]}，其傅立葉變換為{\displaystyle X(F)\times H(F)}，經對數變換後成為{\displaystyle {\hat {X}}(F)+{\hat {H}}(F)}。這種特性使其在同類型技術上，如處理乘性噪聲或非線性信號時具有獨特優勢和劣勢。

### 同態濾波的優點
1. 處理乘性噪聲: 同態濾波擅長處理乘性噪聲，這是傳統線性濾波無法有效應對的場景。通過對數變換，乘性噪聲被轉換為加性噪聲，便於後續處理。
2. 增強信號對比度: 在圖像處理中，同態濾波能有效增強對比度，特別適用於光照不均的圖像[2]。它通過調整高頻和低頻成分的比例，改善視覺效果。
3. 保留信號細節: 由於在對數域操作，同態濾波能在去除噪聲的同時保留信號的細節[3]，這在語音處理和生物信號分析中尤為重要。

### 同態濾波的缺點
1. 計算複雜度高: 同態濾波涉及對數變換、傅立葉變換及其逆變換，計算成本較高，尤其在處理大規模數據時效率較低。
2. 參數選擇困難: 濾波器的性能依賴於參數設置（如高頻增益和低頻增益），這些參數需根據具體應用場景調整，增加了使用難度。
3. 可能引入偽影: 在某些情況下，同態濾波可能產生偽影（如圖像中的光暈效應），影響信號質量。

### 與其他濾波技術的比較

#### 線性濾波(Linear filter)
同態濾波優勢:
- 在處理乘性噪聲方面，同態濾波通過對數變換將乘性噪聲轉為加性噪聲，能有效去除，而線性濾波對此無能為力。  
- 在保留信號細節方面，同態濾波在對數域操作，能更好地保留圖像或語音的細節，而線性濾波常導致細節模糊。

同態濾波劣勢:
- 在計算效率方面，線性濾波實現簡單，計算速度快，適合實時應用，而同態濾波因涉及多次變換，計算複雜度高。
- 在參數調整方面，線性濾波參數設置較簡單，而同態濾波需精細調整高低頻增益，增加了使用難度。

#### 傅立葉變換(Fourier transform)
同態濾波優勢:
- 在處理乘性噪聲方面，同態濾波通過對數變換將乘性噪聲轉為加性噪聲，而傅立葉變換無法直接處理乘性噪聲。
- 在非平穩信號處理方面，同態濾波能適應信號的非線性特性，而傅立葉變換對非平穩信號效果較差。

同態濾波劣勢:
- 在計算效率方面，傅立葉變換（特別是快速傅立葉變換）計算速度快，而同態濾波因額外的對數和逆變換，效率較低。
- 在頻域分析方面，傅立葉變換直接分解信號為頻率成分，分析更直觀，而同態濾波需額外步驟，操作較複雜。

#### 去噪濾波(Noise reduction)
同態濾波優勢:
- 在處理乘性噪聲方面，同態濾波能有效將乘性噪聲轉為加性噪聲進行處理，而去噪濾波對乘性噪聲無效。
- 在圖像對比度增強方面，同態濾波能同時去除噪聲和增強對比度，而去噪濾波主要聚焦於噪聲去除，無法改善對比度。

同態濾波劣勢:
- 在加性噪聲處理方面，去噪濾波（如均值濾波或高斯濾波）對加性噪聲有更好的針對性，而同態濾波需額外變換，效率較低。
- 在實現簡單性方面，去噪濾波算法簡單，易於實現，而同態濾波涉及複雜的變換和參數調整。

### 小結
同態濾波在處理乘性噪聲、增強對比度和保留細節方面表現優異，特別適用於圖像增強、語音處理和非線性信號分析。然而，其高計算複雜度、參數調整難度和潛在偽影問題使其在效率和簡單性上不如其他濾波技術。因此，同態濾波在特定應用場景中雖具有優勢，但選擇濾波技術時需根據信號特性和應用需求權衡利弊。

## 圖像增強
同態濾波利用去除乘性噪聲(multiplicative noise)，可以同時增加對比度以及標準化亮度，藉此達到圖像增強的目的。
一副圖像可以表示為其照度(illumination)分量和反射(reflectance)分量的乘積，雖然在時域上這兩者是不可分離的，但是經由傅立葉轉換兩者在頻域中可以線性分離。由於照度可視為環境中的照明，相對變化很小，可以看作是圖像的低頻成份；而反射率相對變化較大，則可視為高頻成份。通過分別處理照度和反射率對像元灰度值的影響，通常是藉由高通濾波器(high-pass filter)，讓圖像的照明更加均勻，達到增強陰影區細節特徵的目的。

### 做法
對於一副圖像，可表示為照射分量和反射分量的乘積，即
{\displaystyle m(x,y)=i(x,y)\cdot {r(x,y)}}
其中，m為圖像，i為照度分量，r為反射分量。
為了在頻域中使用高通濾波器，我們必須進行傅立葉轉換，但由於上式是一個乘積式，不能直接對照度和反射的頻率分量進行操作，因此對上式取對數 
{\displaystyle \ln\{{m(x,y)}\}=\ln\{{i(x,y)}\}+\ln\{{r(x,y)}\}}
然後再對上式兩邊做傅立葉轉換， 
{\displaystyle {\mathcal {F}}\{\ln\{{f(x,y)}\}\}={\mathcal {F}}\{\ln\{{i(x,y)}\}\}+{\mathcal {F}}\{\ln\{{r(x,y)}\}\}}
並將{\displaystyle {\mathcal {F}}\{\ln\{{f(x,y)}\}\}}定義為{\displaystyle M(u,v)}
接下來對圖像進行高通濾波，如此可以使圖像的照明更均勻，高頻分量增加且低頻分量減少
{\displaystyle N(u,v)=H(u,v)\cdot {M(u,v)}}
其中，N是頻域中濾波後的圖像，H是高通濾波器。
為了將圖像從頻域轉回時域，我們對N做傅立葉逆轉換
{\displaystyle n(x,y)={\mathcal {F^{-1}}}\{N(u,v)\}}
最後，對n使用指數函數(exponential)來復原我們一開始取的自然對數
{\displaystyle m'(x,y)=\exp\{n(x,y)\}}
其中m'為做完同態濾波的新圖像。

## 音頻和語音分析
在對數譜域中使用同態濾波來將濾波效應(filter effect)與激勵效應(excitation effect)分開，例如在表示聲音的倒頻譜(cepstrum)計算中， 對數譜域中的增強可以提高聲音清晰度，可以應用於助聽器。

## 表面肌電圖訊號
同態濾波用於消除源自sEMG信號的隨機脈衝串的影響。通過這種方式，只保留有關運動單元動作電位（MUAP）形狀和振幅的信息，如此用於估計MUAP本身的時域模型參數。

## 新興發展與改進方向
同態濾波作為一種非線性濾波技術，近年來在信號處理和圖像處理領域持續發展。隨著技術的進步，研究學者不斷探索同態濾波的新應用和改進方法。

其中，Nian等人在2025年的論文，提出了一種基於頻域濾波的同態濾波算法，專門用於校正瀝青混合料X射線CT圖像中的不均勻照明問題。該研究針對CT圖像中由於輻射硬化導致的亮度不均勻現象，提出了一種創新的方法。
技術應用：
- 通過極坐標矩形表示對原始CT圖像進行轉換，使不均勻照明沿著圖像的極軸方向變得更為集中。
- 隨後，應用同態濾波進行頻域濾波，通過壓縮低頻照明分量並增強高頻反射分量，實現圖像的均勻照明校正。
- 該方法有效解決了傳統同態濾波在處理圓形截面CT圖像時難以區分高低頻信息的問題，為瀝青混合料CT圖像的處理提供了新的濾波方法。

另外，Zubair Rahman等人在2024年的論文，他們提出基於AI的腦腫瘤檢測方法，結合了EfficientNetB2深度學習架構和同態濾波技術。
技術應用：
- 研究者使用同態濾波作為圖像預處理的一部分，通過增強MRI圖像的高頻分量並抑制低頻分量，提高圖像質量。
- 經過同態濾波處理的MRI圖像被輸入到EfficientNetB2模型中，進行腦腫瘤的自動檢測。
- 該方法在多個數據集上取得了顯著的性能提升，驗證準確率分別達到99.83%、99.75%和99.2%。

除了以上的技術應用外，同態濾波在未來研究中亦有以下潛在方向:
- 跨領域應用: 將同態濾波應用於更多領域的圖像處理任務，如遙感圖像、顯微鏡圖像等，探索其在不同類型圖像中的效果。
- 參數優化與自動化: 開發自動化的參數選擇算法，減少人工干預，提高同態濾波的效率和普適性。

- 與深度學習的深度融合: 探索同態濾波與深度學習模型的更緊密結合，如將同態濾波作為神經網絡的一部分，實現端到端的圖像處理和分析。
- 實時處理能力: 研究如何在保持濾波效果的同時，降低同態濾波的計算複雜度，以實現實時或近實時的圖像處理，特別是在醫療診斷和工業檢測等場景中。
- 多模態數據融合: 探索同態濾波在多模態數據中的應用，以提供更全面的圖像信息，增強診斷準確性。